# Eiconaxius sibogae
Eiconaxius sibogae är en kräftdjursart som beskrevs av De Man 1925. Eiconaxius sibogae ingår i släktet Eiconaxius och familjen Axiidae. Inga underarter finns listade i Catalogue of Life.